# Husain Al-Enezi
Husain Al-Enezi es un deportista kuwaití que compitió en atletismo adaptado. Ganó una medalla de oro en los Juegos Paralímpicos de Seúl 1988 en la prueba de lanzamiento de peso (clase 6).

## Palmarés internacional
| Juegos Paralímpicos | Juegos Paralímpicos  | Juegos Paralímpicos | Juegos Paralímpicos |
| Año                 | Lugar                | Medalla             | Prueba              |
| ------------------- | -------------------- | ------------------- | ------------------- |
| 1988                | Seúl (Corea del Sur) | Medalla de oro      | Peso 6              |